# Kingsley Ofosu
Pour les articles homonymes, voir Ofosu.
Kingsley Ofosu est né en 1970 au Ghana. En 1992, il a fait la « une » des nouvelles internationales quand il a survécu au meurtre d'un groupe d'Africains clandestins commis par une partie de l'équipage du cargo MC Ruby battant pavillon bahaméen. En tout, huit hommes ont été tués, dont le demi-frère d'Ofosu. En 1996, le calvaire d'Ofosu a été dramatisé dans le film Voyage vers l'enfer, produit par Union Pictures pour diffusion par la British Broadcasting Corporation (BBC) et par Home Box Office (HBO). Le film met en vedette Omar Epps dans le rôle d'Ofosu.

## Jeunesse
Kingsley Ofosu était l'aîné de quatre enfants et a quitté l'école assez tôt afin d'aider sa mère à gagner sa vie par la vente de fruits & légumes. Il voulait devenir ingénieur automobile, mais il manquait d'argent pour poursuivre les études nécessaires dans ce domaine. Au lieu de cela, en tant que jeune homme, il a trouvé du travail intermittent sur les quais dans le port de Sékondi.

## Passager clandestin

### Le voyage
Selon Ofosu, le 24 octobre 1992, lui et sept autres Ghanéens, y compris son demi-frère Albert Codjoe, sont montés à bord du MC Ruby, dont l'équipage était ukrainien,. Le navire était docké à Takoradi,,, embarquant un chargement de cacao. Les 8 clandestins voulaient aller en Europe,, où chaque homme espérait trouver un train de vie plus prospère que celui qu'il avait au Ghana,,. Ofosu spécifiquement espérait poursuivre ses études afin de pouvoir retourner dans son pays en tant qu'ingénieur. Après s'être cachés à l'intérieur les cales du navire, le groupe a découvert un autre passager clandestin (inconnu d'eux) qui avait embarqué à bord du navire à son escale précédente à Douala au Cameroun,,.
Six jours après le début du voyage, le réservoir d'eau du groupe a été accidentellement détruit, les forçant à explorer le navire à la recherche d'eau, ce qui a eu pour conséquence de se faire découvrir par l'équipage du navire,,. Les membres de l'équipage du navire ont confisqué tout l'argent du groupe, puis les a confinés dans le puits de chaîne de l'ancre du navire,,. Ils ont été détenus là pendant trois jours, sans nourriture et très peu d'eau.
Ayant dit aux clandestins qu'ils les déplaçaient vers un hébergement plus confortable, l'équipage avait en fait décidé de tuer ces hommes. Les six membres d'équipage ont commencé à les extraire du groupe par deux ou par trois à la fois, les frappant avec une barre de fer et leur tirant dessus avec des armes à feu, puis finalement en les jetant par-dessus bord quelque part au large de la côte du Portugal,,. Il a été déterminé plus tard que la motivation de ces membres de l'équipage et du commandant de bord était d'éviter la lourde amende qu'ils auraient eu pour le fait d'amener des immigrants illégaux dans un port occidental,.
Ofosu et Codjoe furent les deux derniers à être extraits du puits de chaîne. Ils ont remarqué des taches de sang sur les vêtements des hommes d'équipage et conjecturé ce qui était sur le point de leur arriver. Ils se sont mis à fuir, mais Codjoe a été abattu et jeté par-dessus bord. Ofosu a réussi à échapper aux assassins en se dissimulant à nouveau dans les entrailles du navire, éludant avec succès pendant trois jours les recherches de l'équipage pour le retrouver, jusqu'à ce que le navire ait atteint le port du Havre en France,,.

### Enquêtes et procès
Le 9 novembre 1992, à l'arrivée au Havre, Ofosu a réussi a se glisser hors du navire,, et a rencontré sur le quai les autorités de la police auprès desquelles il a pu témoigner des faits criminels qui s'étaient déroulés au cours du voyage,,,.
Avant de quitter le navire, il avait caché ses papiers d'identité ghanéens dans l'un des sacs de cacao de la cargaison, ce qui a ainsi fourni la preuve de sa présence à bord,. Les excréments humains trouvés dans la soute ont également corroboré que d'autres passagers clandestins s'étaient également trouvés à bord et prouvé la vérité de son récit.
Quatre des membres de l'équipage ont vite avoué les crimes, et par la suite 6 ont été jugés à Rouen.Les avocats de la défense ont contesté certains des détails du témoignage d'Ofosu, notant que les recherches ont échoué à retrouver les sommes d'argent qu'il disait avoir été confisquées par l'équipage. Ils ont également fait valoir qu'il aurait mal identifié certains membres de l'équipage et que le passager clandestin camerounais aurait sauté de lui-même dans la mer peu de temps après la découverte du groupe. Mais la plus grande partie du récit d'Ofosu a largement été incontestée, avec deux membres d'équipage qui ont reconnu explicitement leur culpabilité et identifiant Valery Artemenko commandant en second du navire, comme celui qui a donné l'ordre de tuer les clandestins,. Le capitaine du navire (Vladimir Ilnitskiy) a témoigné qu'il n'avait pas ordonné les meurtres, mais il a reconnu qu'il n'avait rien fait pour les arrêter. En dehors des six hommes arrêtés, les autres membres de l'équipage ont dit qu'ils n'avaient rien su à propos de passagers clandestins.
En fin de compte, cinq membres de l'équipage ont été reconnus coupables, dont le capitaine Ilnitskiy et le commandant en second Artemenko recevant chacun une peine de prison à vie. Trois autres membres de l'équipage, Oleg Mikhailevsky, Petr Bondarenko et Sergei Romashenko, ont chacun reçu une peine de 20 ans,,. Avant le procès, Ofosu avait exprimé une certaine déception à ce que la loi française ne permette pas l'imposition d'une peine de mort sur les membres de l'équipage. Le géorgien Djamal Arakhamiya (un des six membres de l'équipage qui sont allés au procès) a insisté sur le fait qu'il a refusé de participer aux meurtres. Ofosu ne l'ayant pas identifié spécifiquement comme l'un des coupables il a donc été acquitté. 
La police portuaire française a noté que l'histoire d'Ofosu était particulièrement inhabituelle par le fait qu'il ait survécu, et non pas du fait des actions meurtrières de l'équipage du M/C Ruby, car il n'y a aucun moyen de savoir combien d'autres équipages sur d'autres navires ont pu commettre des meurtres similaires s'ils n'ont pas été dénoncés. 
En dévot chrétien, Ofosu a attribué à la Divine Providence sa survie si peu probable.

## Vie en France
Ofosu s'est installé en France où il espérait que sa femme enceinte vienne le rejoindre depuis le Ghana, mais il n'a jamais été en mesure de trouver un emploi rémunéré en France ce qui était une condition préalable pour que sa famille puisse y immigrer légalement. Cependant, il a trouvé un accord avec l'Union Pictures pour leur vendre les droits cinématographiques de son histoire. L'apport d'argent qu'il a reçu de cet accord lui a permis de se maintenir en France malgré son manque d'emploi stable. Pendant un temps, il était inscrit à l'université pour étudier le génie civil et apprendre le français. Cependant, il n'a jamais pu terminer ses études et il est resté incapable de trouver autre chose que des emplois précaires à bas salaire.
Finalement, Ofosu a mis tout son argent restant dans une entreprise commerciale dont le but était d'acheter des produits électriques d'occasion en France et de les revendre au Ghana. Après un premier succès, les relations avec ses partenaires au Ghana se sont détériorées et l'entreprise a échoué. En 2007, Ofosu est retourné vivre au Ghana avec sa femme et ses quatre enfants. Son style de vie pauvre n'est pas substantiellement différent de celui auquel il avait tenté d'échapper en 1992. 
Il est aussi le père de Solomon James Ofosu né le 20 septembre 1994 en Angleterre d'une jeune femme anglaise lui ayant apporté son soutien dans l'attente du procès.

## Fonds éventuellement dus
Selon Ofosu, son contrat avec l' Union Pictures lui donnait droit à 1,5 % du budget de fonctionnement du film et à 10 % de ses bénéfices nets. Il a reçu une somme initiale de 67.500 US$ sur la base d'une estimation du budget du film. Mais en 2007, il a dit qu'il n'a jamais reçu la comptabilité finale du budget réel pour être en mesure de déterminer s'il y a un restant dû. Il n'a également rien reçu sur sa part des bénéfices nets. Selon Ofosu, les représentants d'Union Pictures lui auraient dit qu'étant donné que HBO et la BBC avaient financé le film, ce sont ces deux entités qui devaient fournir les informations quant aux revenus nets du film. Ofosu dit qu'aucune des deux sociétés n'a répondu à ses demandes de renseignements. Union Pictures a depuis fait faillite, mais son ancien chef (Bradley Adams) aurait dit qu'il avait aussi essayé d'obtenir les chiffres de HBO et la BBC, mais sans succès. Adams a dit qu'il n'a également vu aucun bénéfice net du film
.
En 1995, à la fin du procès de l'équipage du navire, les tribunaux français ont également ordonné 100.000 € de compensation (dommages & intérêts) à verser à Ofosu. En 2007, Ofosu a affirmé n'avoir toujours rien reçu. Tous ses efforts pour poursuivre l'affaire avec le ministère français de la Justice ayant été repoussés.